# Tallinn-Marathon
Der Tallinn-Marathon (auch SEB Tallinner Herbstlauf, SEB Tallinner Marathon oder Tallinner Marathon) ist ein seit 1989 jährlich im September ausgetragener Straßenmarathon in der estnischen Hauptstadt Tallinn für Personen ab 13 Jahren. Der Lauf findet seit 2000 zusätzlich über die Distanzen 10 km und 21,1 km (Halbmarathon) statt.
Der Tallinner Marathon gehört in die Serie der estnischen Stadtläufe.

## Programm
Neben den drei Hauptdistanzen finden darüber hinaus der Kinderlauf, der Soldatenlauf und Nordic Walking statt. Am Kinderlauf nehmen Jungen und Mädchen in vier verschiedenen Altersklassen (3–5 Jahre, 6–7 Jahre, 8–9 Jahre und 10–12 Jahre) teil. Die Länge des Kinderlaufes beträgt circa 400 Meter.
Die Distanz des Soldatenlaufes und beim Nordic Walking beträgt 10 km. Im Soldatenlauf können 10-köpfige Mannschaften einer Militäreinheit teilnehmen. Am Soldatenlauf dürfen auch alle 10-köpfigen Mannschaften von unterschiedlichen militärischen Einheiten und Polizeieinheiten (zum Beispiel Polizeiamt, Grenzschutz, Rettungsdienst usw.) teilnehmen. Das Ergebnis der Mannschaft zählt erst, wenn der 10. Läufer angekommen ist.

## Sieger

### Marathon
| Jahr | Männer                                  | Nationalität                            | Zeit                                    | Frauen                                  | Nationalität                            | Zeit                                    |
| ---- | --------------------------------------- | --------------------------------------- | --------------------------------------- | --------------------------------------- | --------------------------------------- | --------------------------------------- |
| 2021 | Ibrahim Mukunga                         | Kenia                                   | 2:30:43                                 | Kaisa Kukk                              | Estland                                 | 2:44:46                                 |
| 2020 | aufgrund der COVID-19-Pandemie abgesagt | aufgrund der COVID-19-Pandemie abgesagt | aufgrund der COVID-19-Pandemie abgesagt | aufgrund der COVID-19-Pandemie abgesagt | aufgrund der COVID-19-Pandemie abgesagt | aufgrund der COVID-19-Pandemie abgesagt |
| 2019 | Josphat Leting                          | Kenia                                   | 2:12:42                                 | Pamela Rotich                           | Kenia                                   | 2:32:16                                 |
| 2018 | Roman Fosti                             | Estland                                 | 2:24:07                                 | Daisy Langat                            | Kenia                                   | 2:33:50                                 |
| 2017 | Kiprotich Kirui                         | Kenia                                   | 2:09:22                                 | Olga Andrejeva                          | Estland                                 | 2:51:06                                 |
| 2016 | Bernard Chumba                          | Kenia                                   | 2:20:52                                 | Esther Karimi                           | Kenia                                   | 2:49:20                                 |
| 2015 | Kiprop Tonui                            | Kenia                                   | 2:18:04                                 | Kaisa Kukk                              | Estland                                 | 2:52:40                                 |
| 2014 | Tesfaye Beyene                          | Äthiopien                               | 2:17:29                                 | Evelin Talts                            | Estland                                 | 2:56:26                                 |
| 2013 | Tesfaye Beyene                          | Äthiopien                               | 2:15:01                                 | Irene Chepkirui                         | Kenia                                   | 2:34:40                                 |
| 2012 | John Kirui                              | Kenia                                   | 2:15:21                                 | Evelin Talts                            | Estland                                 | 2:45:02                                 |
| 2011 | Julius Muriuki                          | Kenia                                   | 2:12:56                                 | Almaz Alemu                             | Äthiopien                               | 2:34:14                                 |
| 2010 | Bernard Rotich                          | Kenia                                   | 2:18:16                                 | Kutol Ruth                              | Kenia                                   | 2:36:02                                 |

### Halbmarathon
| Jahr | Männer                                  | Nationalität                            | Zeit                                    | Frauen                                  | Nationalität                            | Zeit                                    |
| ---- | --------------------------------------- | --------------------------------------- | --------------------------------------- | --------------------------------------- | --------------------------------------- | --------------------------------------- |
| 2021 | Tiidrek Nurme                           | Estland                                 | 1:05:39                                 | Helena Peik                             | Estland                                 | 1:24:11                                 |
| 2020 | aufgrund der COVID-19-Pandemie abgesagt | aufgrund der COVID-19-Pandemie abgesagt | aufgrund der COVID-19-Pandemie abgesagt | aufgrund der COVID-19-Pandemie abgesagt | aufgrund der COVID-19-Pandemie abgesagt | aufgrund der COVID-19-Pandemie abgesagt |
| 2019 | Evans Kiprop Cheruiyot                  | Kenia                                   | 1:00:29                                 | Janet Ruguru                            | Kenia                                   | 1:10:19                                 |
| 2018 | Tiidrek Nurme                           | Estland                                 | 1:03:27                                 | Norah Chebet                            | Kenia                                   | 1:12:56                                 |
| 2017 | Benard Korir                            | Kenia                                   | 1:04:44                                 | Jekaterina Patjuk                       | Estland                                 | 1:15:17                                 |
| 2016 | Victor Ketienya                         | Kenia                                   | 1:06:58                                 | Ilona Marhele                           | Lettland                                | 1:17:08                                 |
| 2015 | Tiidrek Nurme                           | Estland                                 | 1:06:08                                 | Ilona Marhele                           | Lettland                                | 1:18:35                                 |
| 2014 | Jacob Yator                             | Kenia                                   | 1:05:36                                 | Jeļena Prokopčuka                       | Lettland                                | 1:12:28                                 |
| 2013 | Ibrahim Mukunga                         | Kenia                                   | 1:05:42                                 | Jekaterina Patjuk                       | Estland                                 | 1:17:32                                 |
| 2012 | Jānis Girgensons                        | Lettland                                | 1:06:32                                 | Ilona Marhele                           | Lettland                                | 1:16:39                                 |
| 2011 | Valērijs Žolnerovičs                    | Lettland                                | 1:07:97                                 | Inna Poluškina                          | Lettland                                | 1:17:27                                 |
| 2010 | nicht ausgetragen                       | nicht ausgetragen                       | nicht ausgetragen                       | nicht ausgetragen                       | nicht ausgetragen                       | nicht ausgetragen                       |
| 2009 | Mareks Florošeks                        | Lettland                                | 1:07:34                                 | Rasa Drazdauskaitė                      | Litauen                                 | 1:12:54                                 |
| 2008 | Alexei Markov                           | Estland                                 | 1:08:24                                 | Remalda Kergytė                         | Litauen                                 | 1:17:13                                 |
| 2007 | Pavel Loskutov                          | Estland                                 | 1:06:22                                 | Sigrid Valdre                           | Estland                                 | 1:19:03                                 |
| 2006 | Vjatšeslav Košelev                      | Estland                                 | 1:06:21                                 | Sigrid Valdre                           | Estland                                 | 1:19:29                                 |
| 2005 | Pavel Loskutov                          | Estland                                 | 1:04:59                                 | Tiina Tross                             | Estland                                 | 1:20:50                                 |
| 2004 | Pavel Loskutov                          | Estland                                 | 1:05:47                                 | Kadri Kelve                             | Estland                                 | 1:24:14                                 |
| 2003 | Pavel Loskutov                          | Estland                                 | 1:04:01                                 | Kulli Kaljus                            | Estland                                 | 1:22:13                                 |
| 2002 | Pavel Loskutov                          | Estland                                 | 1:04:55                                 | Liilia Keskula                          | Estland                                 | 1:28:31                                 |
| 2001 | Pavel Loskutov                          | Estland                                 | 1:04:29                                 | Jeļena Prokopčuka                       | Lettland                                | 1:12:57                                 |
| 2000 | Pavel Loskutov                          | Estland                                 | 1:03:23                                 | Živilė Balčiūnaitė                      | Litauen                                 | 1:15:24                                 |

### 10 km
| Jahr | Männer                                  | Nationalität                            | Zeit                                    | Frauen                                  | Nationalität                            | Zeit                                    |
| ---- | --------------------------------------- | --------------------------------------- | --------------------------------------- | --------------------------------------- | --------------------------------------- | --------------------------------------- |
| 2021 | Kaur Kivistik                           | Estland                                 | 30:24                                   | Liina Luik                              | Estland                                 | 36:09                                   |
| 2020 | aufgrund der COVID-19-Pandemie abgesagt | aufgrund der COVID-19-Pandemie abgesagt | aufgrund der COVID-19-Pandemie abgesagt | aufgrund der COVID-19-Pandemie abgesagt | aufgrund der COVID-19-Pandemie abgesagt | aufgrund der COVID-19-Pandemie abgesagt |
| 2019 | Vasyl Koval                             | Ukraine                                 | 30:10                                   | Liina Tšernov                           | Estland                                 | 34:20                                   |
| 2018 | Weldom Kerich                           | Kenia                                   | 30:15                                   | Norah Chebet                            | Kenia                                   | 34:05                                   |
| 2017 | Benard Korir                            | Kenia                                   | 29:46                                   | Liina Tšernov                           | Estland                                 | 35:49                                   |
| 2016 | Tiidrek Nurme                           | Estland                                 | 29:42                                   | Liina Tšernov                           | Estland                                 | 34:56                                   |
| 2015 | Roman Fosti                             | Estland                                 | 30:11                                   | Jekaterina Patjuk                       | Estland                                 | 33:51                                   |
| 2014 | Tiidrek Nurme                           | Estland                                 | 29:47                                   | Lily Luik                               | Estland                                 | 36:24                                   |
| 2013 | David Kogei                             | Kenia                                   | 29:02                                   | Jeļena Prokopčuka                       | Lettland                                | 33:18                                   |
| 2012 | Tiidrek Nurme                           | Estland                                 | 30:06                                   | Rasa Drazdauskaitė                      | Litauen                                 | 35:10                                   |
| 2011 | Tiidrek Nurme                           | Estland                                 | 30:34                                   | Jekaterina Patjuk                       | Estland                                 | 34:28                                   |
| 2010 | Tiidrek Nurme                           | Estland                                 | 30:04                                   | Inna Poluškina                          | Lettland                                | 34:19                                   |
| 2009 | Tiidrek Nurme                           | Estland                                 | 30:04                                   | Inna Poluškina                          | Lettland                                | 34:38                                   |
| 2008 | Mareks Florošeks                        | Lettland                                | 31:10                                   | Rasa Drazdauskaitė                      | Litauen                                 | 34:18                                   |
| 2007 | Mareks Florošeks                        | Lettland                                | 31:29                                   | Daniela Fetcera                         | Lettland                                | 34:38                                   |
| 2006 | Tiidrek Nurme                           | Estland                                 | 30:38                                   | Daniela Fetcera                         | Lettland                                | 34:56                                   |
| 2005 | Margus Pirksaar                         | Estland                                 | 31:11                                   | Inga Jedeskiene                         | Litauen                                 | 35:55                                   |
| 2004 | Margus Pirksaar                         | Estland                                 | 31:21                                   | Gailute Keliuotiene                     | Litauen                                 | 38:52                                   |
| 2003 | Egidijus Rupšys                         | Litauen                                 | 30:57                                   | Maile Magnusson                         | Estland                                 | 37:26                                   |
| 2002 | Vjatšeslav Košelev                      | Estland                                 | 31:03                                   | Maile Magnusson                         | Estland                                 | 38:03                                   |
| 2001 | Vjatšeslav Košelev                      | Estland                                 | 30:17                                   | Maile Magnusson                         | Estland                                 | 35:59                                   |
| 2000 | Toomas Tarm                             | Estland                                 | 30:27                                   | Maile Magnusson                         | Estland                                 | 36:14                                   |